# Уокер, Джимми (горнолыжник)
Джеймс Кеннет (Джимми) Уокер (англ. James Kenneth (Jimmy) Walker; 25 апреля 1926, Сидней — 2 июня 1996, Гаити) — австралийский горнолыжник. Участник зимних Олимпийских игр 1956 года.

## Биография
Джимми Уокер родился 25 апреля 1926 года в австралийском городе Сидней.
В конце Второй мировой войны был призван в Вооружённые силы и направлен на ликвидацию последствий американской ядерной бомбардировки Хиросимы.
После войны был одним из создателей горнолыжного курорта Тредбо, построив вместе с товарищами одно из первых шале.
В 1955 году стал чемпионом Австралии в скоростном спуске, слаломе и комбинации.
В 1956 году вошёл в состав сборной Австралии на зимних Олимпийских играх в Кортина-д’Ампеццо. На предолимпийской тренировке в Австрии сломал лодыжку, провёл пять недель в гипсе и не успел полностью восстановиться. Из-за этого не смог выступить в слаломе и скоростном спуске и участвовал только в гигантском слаломе, в котором занял 84-е место, показав результат 5 минут 21,0 секунды и уступив 2 минуты 20,9 секунды завоевавшему золото Тони Зайлеру из Австрии.
Впоследствии перебрался в центральный Квинсленд, где занимался скотоводством в окрестностях Спрингсера. В 1970-е годы переехал в Новый Южный Уэльс, основав фирму Jake Piggeries в Спрингдейле.
Был морским путешественником. Вместе с семьёй плавал по европейским каналам, Англии, Франции, пересекал Атлантический океан, посещал Каймановы острова, Тринидад и Тобаго.
В американском порту Форт-Лодердейл обнаружил, чтобы корабли выбрасывают в доке бытовую технику и мебель. Собрав их, перевёз их в Гаити, где основном передал людям в целях благотворительности, а часть продал.
Погиб 2 июня 1996 года в Гаити в результате неудачного ограбления его корабля.
В 2020 году награждён орденом Snow Australia (посмертно).